# Râul Holmul
Râul Holmul este un curs de apă, afluent al râului Tazlăul Sărat. 

## Hărți
- Ovidiu Gabor - Economic Mechanism in Water Management  Arhivat în 5 martie 2009, la Wayback Machine.